# Великочернявська сільська рада (Попільнянський район)
Великочернявська сільська рада — колишня адміністративно-територіальна одиниця та орган місцевого самоврядування в Попільнянському районі Білоцерківської округи, Київської та Житомирської областей УРСР з адміністративним центром у с. Велика Чернявка.

## Населені пункти
Сільській раді на момент ліквідації були підпорядковані населені пункти:
- с. Велика Чернявка

## Історія та адміністративний устрій
Утворена 1923 року в складі сіл Велика Чернявка та Мала Чернявка Романівської волості Сквирського повіту Київської губернії. 7 березня 1923 року увійшла до складу новоствореного Попільнянського району Білоцерківської округи.
Станом на 1 вересня 1946 року Великочернявська сільрада входила до складу Попільнянського району Житомирської області, на обліку в раді перебували села Велика Чернявка та Мала Чернявка.
2 вересня 1954 року, відповідно до рішення Житомирського облвиконкому «Про перечислення населених пунктів в межах районів Житомирської області», с. Мала Чернявка було передане до складу Єрчицької сільської ради Попільнянського району.
7 січня 1963 року, відповідно до рішення Житомирського ОВК «Про об'єднання та ліквідацію деяких сільських і селищних рад», раду було об'єднано з Єрчицькою сільською радою Попільнянського району Житомирської області.